# Trollungen
Trollungen (norwegisch für Trollbaby) ist ein kleiner Berggipfel im ostantarktischen Königin-Maud-Land. In der Gjelsvikfjella ragt er südlich des Trollguten aus dem Trollkammen auf.
Wissenschaftler des Norwegischen Polarinstituts benannten ihn 2011.